# Alginate de sodium
L'alginate de sodium ou polymannuronate sodique, de formule (C6H7NaO6)n, est un additif alimentaire (E401), utilisé dans les boissons, constitué d'alginate et de sodium. Il se présente sous forme de poudre blanche à blanc crème, inodore et sans saveur, très soluble dans l'eau. Il s'agit d'une longue molécule synthétisée à partir de l'acide alginique, extraite d'algues brunes, constituée d'unités glucidiques formant une chaîne.

## Utilisations
- Alimentation : l'alginate de sodium améliore la texture de la boisson en éliminant les protéines indésirables. Il est également utilisé comme émulsifiant et gélifiant. On le trouve dans les produits allégés, les surgelés, la pâtisserie, la mayonnaise, les sauces de salade, les conserves de légumes et de viande et les potages. Il entre, avec le citrate de sodium et le phosphate de sodium, dans la composition des fromages fondus. Il est également utilisé comme produit « coupe-faim » dans les produits hypocaloriques.
- Boissons : l'alginate de sodium est utilisé pour certains cocktails dits de « mixologie moléculaire », il donne ainsi une texture semblable au caviar (c-à-d, semblable à de petites billes solides qui éclatent en bouche).
- Médecine : l'alginate de sodium est utilisé comme médicament (sous le nom de Gaviscon ou Viatris alginate de sodium) pour favoriser la digestion. Il intervient dans la fabrication de produits de moulages dentaires.
- Industrie textile : il agit comme agent d'impression à sec.
- Industrie pharmaceutique: il est utilisé pour être un agent liant ou un désagrégeant, notamment lors de la préparation de comprimés[4].
- Industrie pornographique : il est utilisé comme liquide séminal artificiel[5].